# Ermita de Sant Sebastià (la Iessa)
L'ermita de Sant Sebastià és un petit temple situat en el municipi de la Iessa, a un quilòmetre de la població, en la carretera d'Alpont. És un Bé de Rellevància Local amb identificador nombre 46.10.262-002.

## Història
El seu origen es remunta al segle xiii. A inicis del segle xxi no té ús religiós, encara que és possible que s'utilitze per a tasques agrícoles o ramaderes.

## Descripció
L'edifici correspon a l'estil gòtic-mudèjar. Es tracta d'una llarga nau de maçoneria reforçada amb carreus en les cantonades i amb dos contraforts en cada costat. Entre els dos de la dreta s'obria la porta d'entrada original —emplaçament similar al de la veïna ermita de Sant Joan Baptista— sota arc de mig punt amb dovelles. Aquest accés es va encegar amb paredat i es va practicar una nova porta amb llinda a la façana. La coberta és a dues aigües i va estar parcialment enfonsada en la seua meitat posterior fins que va ser reparada amb teules noves. En el vèrtex del capcer s'aixecava una espadanya, actualment derrocada, i sota ella va haver-hi una finestra rectangular que va ser cegada.

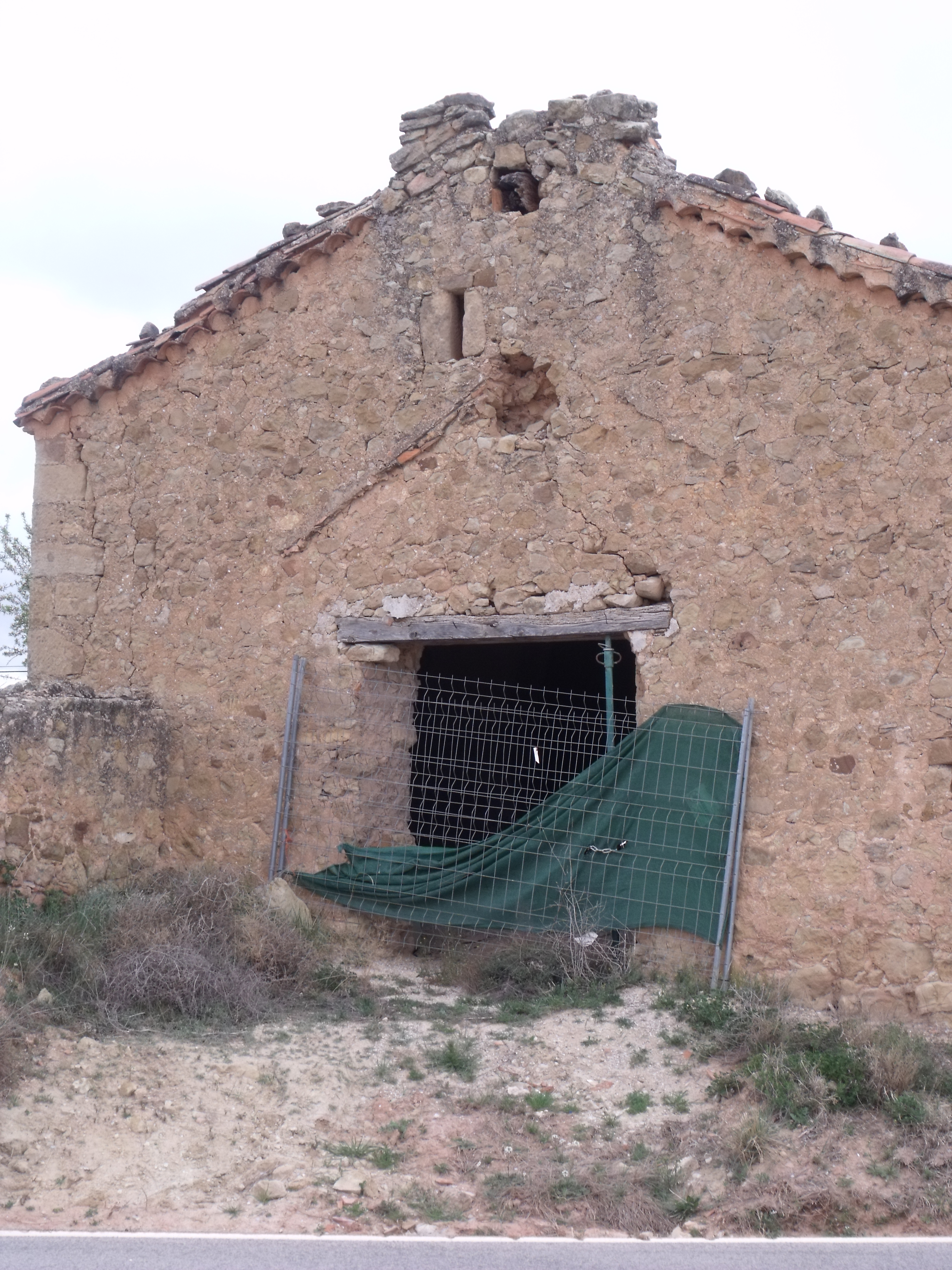
Porta accés
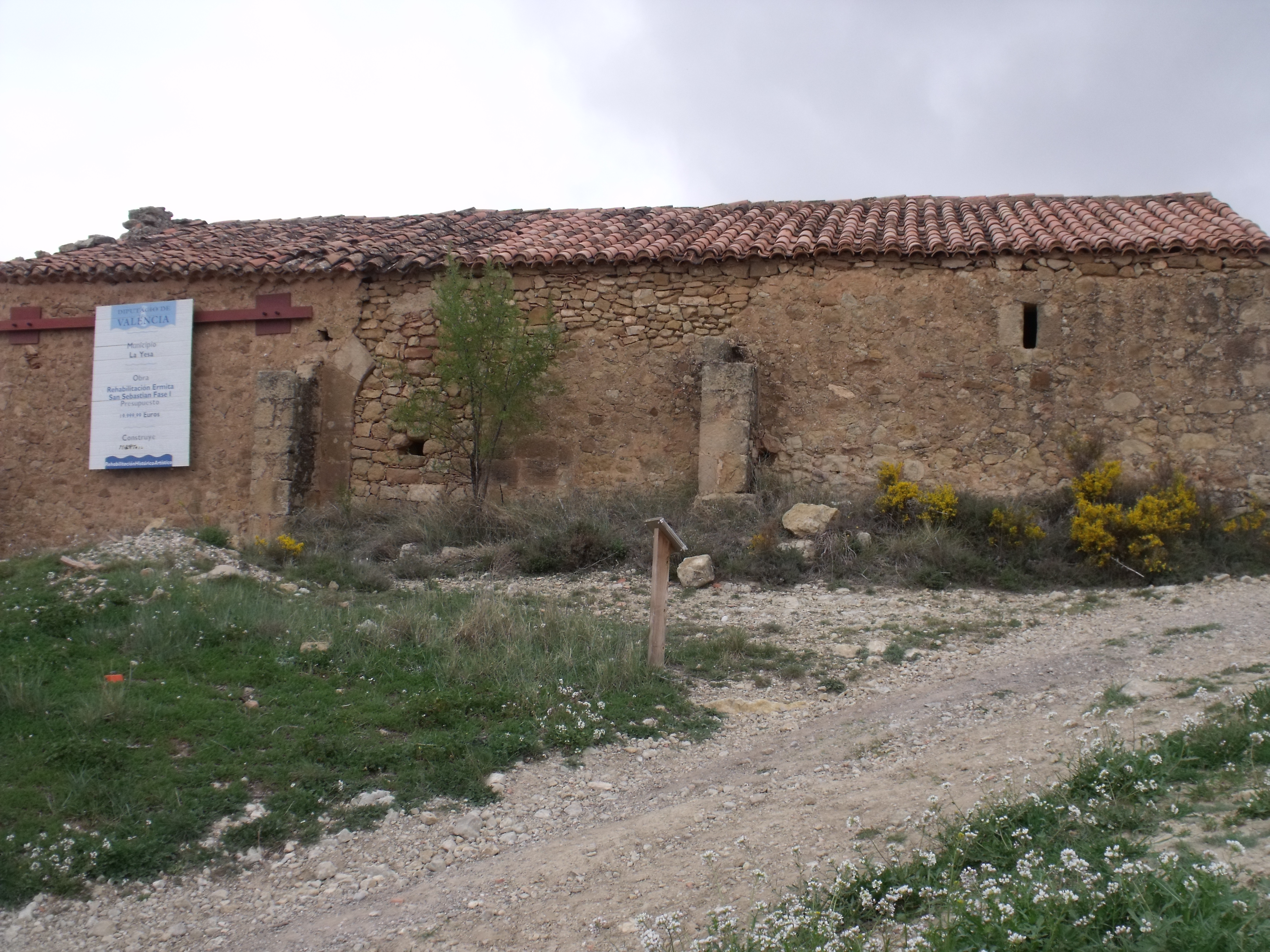
Façana lateral
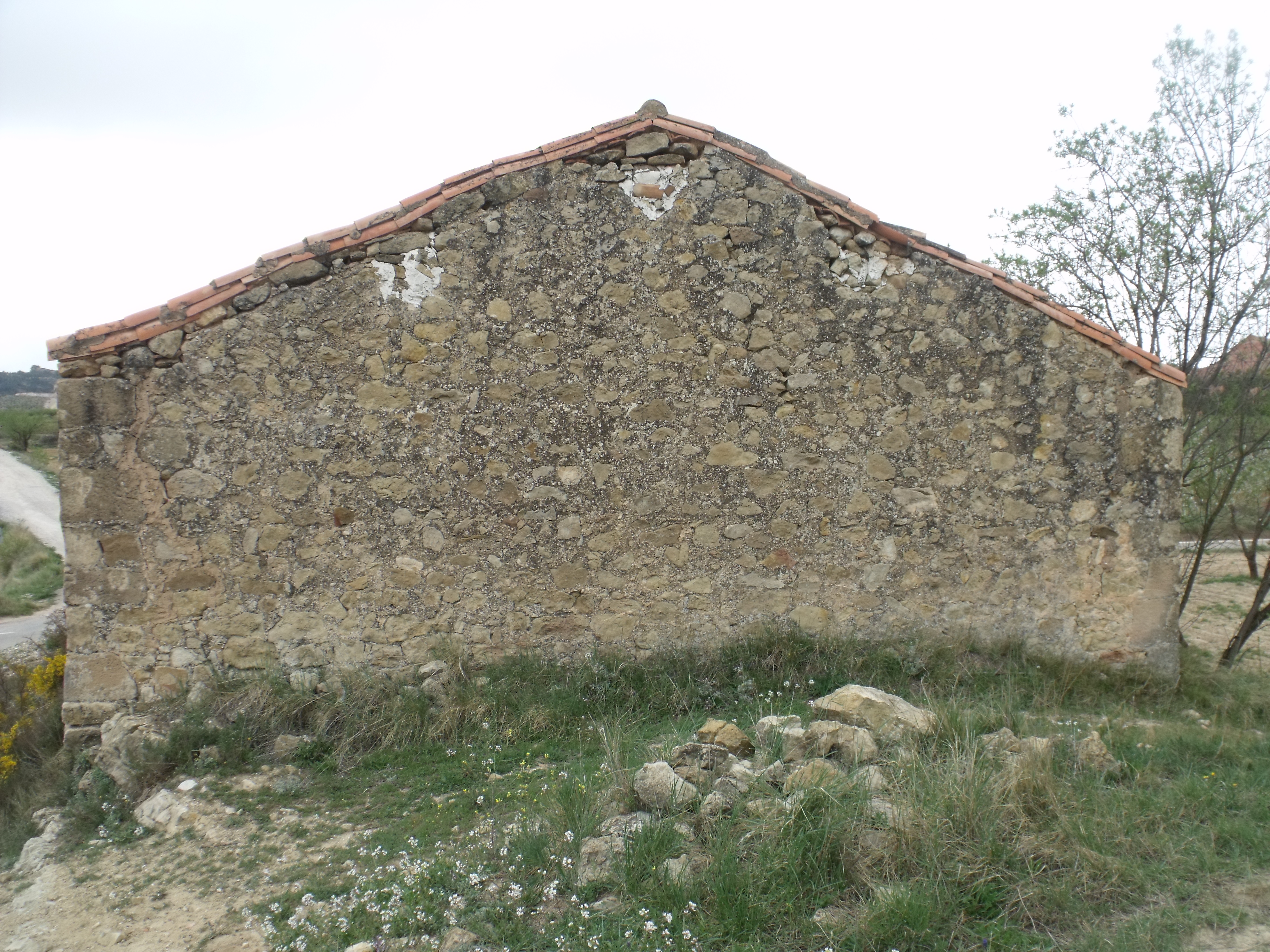
Façana posterior

A l'interior el sostre està suportat per bigues de fusta i destaquen dos arcs lleugerament apuntats.